# Фенаризаде Мухиддин-челеби
Фенаризаде́ Мухидди́н-челеби́ (тур. Fenarîzade Muhyiddin Çelebi; ум. 7 января 1548, Стамбул) — шейх-уль-ислам Османской империи в правление султана Сулеймана I.

## Биография
Фенаризаде Мухиддин-челеби был сыном казаскера Румелии Алаэддина Али Фенари. Дата его рождения не установлена, но в источниках написано, что Мухиддин родился в Бурсе. Турецкий историк Мехмет Ипширли в «Исламской энциклопедии» писал, что Мухиддин-челеби родился после 1478 года. 
Получил образование под руководством отца, а затем учился у Хатибзаде Мухиддина-эфенди и Эфдальзаде Хамидуддина-эфенди. В 1496/1497 году Мухиддин-челеби уехал в Стамбул, где был назначен учителем в медресе мечети Атика Али-паши. В 1513 году он был назначен учителем в медресе Сахн-и Семан. В 1519 году Мухиддин-челеби был назначен кадием Эдирне, а в 1520 году был назначен кадием Стамбула. 
В 1523 году Мухиддин-челеби был назначен казасекром Анатолии; в следующем году был назначен казасекером Румелии, на посту которого он служил в течение 13 лет. Мухиддин-челеби навлёк на себя гнев султана Сулеймана I и великого визиря Паргалы Ибрагима-паши за некомпетентность в инциденте с Моллой Кабызом, идеи которого не смог опровергнуть. У Мухиддина-челеби возникали разногласия с великим визирем Айясом Мехмедом-пашой, который уволил его с должности казаскера Румелии с пенсией 150 акче, которая затем возросла до 200 акче в день.
В 1543 году Мухиддин-челеби был назначен Сулейманом I на должность шейх-уль-ислама. На посту шейх-уль-ислама Мухиддин-челеби оставался в течение двух лет до 1545 года, когда подал в отставку по причине преклонного возраста. Скончался 7 января 1548 года; был похоронен на Эюпском кладбище.

## Киновоплощение
В турецком телесериале «Великолепный век» роль Мухиддина-челеби исполнил актёр Искендер Алтын